# Pierre Rogier du Crévy
Pierre Rogier du Crévy (né à Rennes en 1648 et mort le 2 aout 1723) est un ecclésiastique qui fut évêque du Mans  de 1712 à sa mort.

## Biographie
Fils de François Rogier du Crévy, conseiller au Parlement de Bretagne et de son épouse Renée Foucauld, petit-fils de Pierre Rogier de Crevy et de Jeanne Descartes, sœur de René Descartes, il naît à Rennes. Curé de Villejuif près de Paris, archidiacre de Rennes puis doyen de la collégiale Notre-Dame de Nantes, il est désigné comme évêque du Mans en 1712, il est consacré par René François de Beauvau du Rivau alors évêque de Tournai. Pendant son épiscopat il est en conflit avec une partie du chapitre de chanoines, des religieux de l'abbaye Saint-Vincent du Mans et quelques prêtres séculiers qui rédigent des « appels », favorables aux thèses jansénistes . Il tombe malade à Paris au mois de juillet 1723 et revient dans son manoir épiscopal d'Yvré-l'Évêque où il meurt le 2 aout. Il est inhumé dans le chœur de la cathédrale Saint-Julien du Mans .

## Source
- (en) catholic-hierarchy.org Bishop: Pierre Rogier du Crévy